# Spielschar (Hitlerjugend)
Die Spielscharen waren Gruppen innerhalb der Hitlerjugend, deren jugendliche Mitglieder im künstlerischen Bereich aktiv waren. Sie gestalteten Theater- und Musikaufführungen mit Bezug zur Ideologie der Nationalsozialisten und der völkischen Jugendarbeit. Hier konnten künstlerisch bzw. musikalisch begabte Jugendliche in ihren Formationen Aufmärsche und Feiern der Hitlerjugend untermalen. Besondere Formationen waren für Produktionen der Reichssender zuständig. 1937 erließ der Reichsjugendführer Baldur von Schirach die Reichsspielscharordnung, die „...den Aufbau und die Organisation der jüngsten Sonderformationen...“ festlegte und sie in die Reihe der HJ-Sonderformationen neben Nachrichten-, Marine-, Motor- und Flieger-HJ stellte.
Für Kinder und Jugendliche, die sich für die Laufbahn im Theater oder Orchester interessierten, boten die Spielscharen der Hitlerjugend erste Auftrittsmöglichkeiten. „Die Spielschar war ... eine Zuflucht für solche, die den üblichen Dienst beim Bund Deutscher Mädel und der HJ für reichlich phantasielos und wenig ergiebig, also im besten Fall für Zeitverschwendung hielten.“ Eine Besonderheit war, dass in den Spielscharen nicht nach Geschlechtern getrennt wurde.
Künstler, die in einer Spielschar organisiert waren und im bzw. nach dem Krieg bekannt wurden, waren z. B. die Schauspielerin Ingrid van Bergen und der Komponist Siegfried Köhler.